# Wieruszów (stacja kolejowa)
Wieruszów – stacja kolejowa w Wieruszowie, w województwie łódzkim, w Polsce.  Stacja na linii kolejowej nr 181 z Wielunia Dąbrowy do Kępna. Stacja znajduje się w lewobrzeżnej części Wieruszowa o historycznej nazwie Podzamcze, do 1953 była to samodzielna miejscowość.

## Ruch pasażerski
| Rok  | Wymiana pasażerska na dobę |
| ---- | -------------------------- |
| 2017 | 0-9                        |
| 2022 | 0-9                        |

Budynek poczekalni jest zamknięty dla podróżnych.

## Połączenia bezpośrednie
Najbliższa przystanek kolejowy na którym zatrzymują się pociągi pospieszne to oddalony o dwa kilometry Wieruszów Miasto.

## Linki zewnętrzne

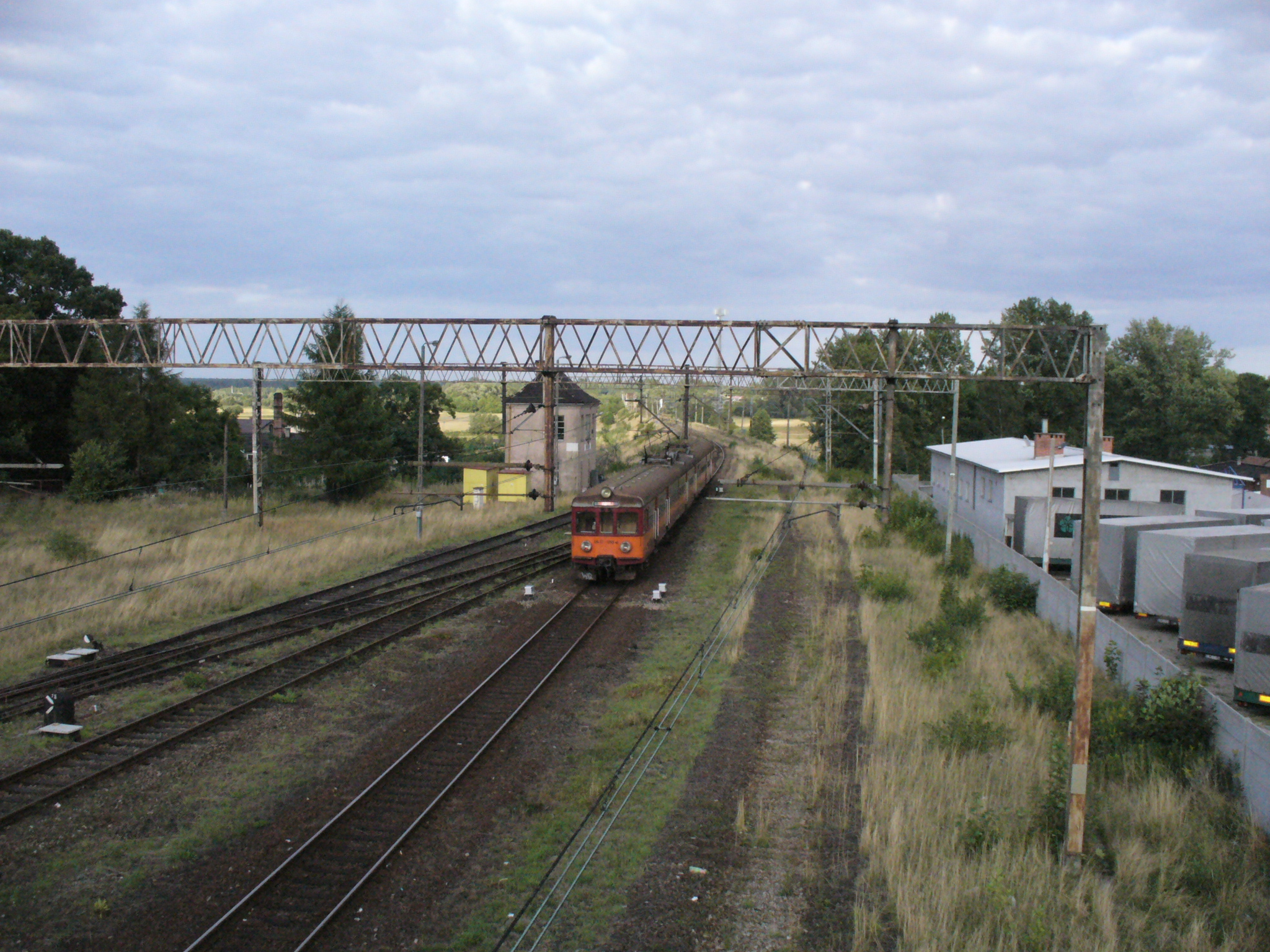